# Harm Homan
Harm Homan, ook Harmen, (Vries, circa 1650 – aldaar, 11 maart 1714) was eigenerfde landbouwer in Drenthe en ette voor het dingspel Noordenveld.

## Beknopte biografie
Homan was een zoon van de ette voor het dingspel Noordenveld Hindrik Homan (circaa 1610-circa 1670) en Grietje Hermans. Homan werd evenals zijn vader door de eigenerfden gekozen tot ette voor het dingspel Noordenveld in 1684. Hij werd op 14 maart 1671 beëdigd als comparant ten landdage. Tevens was hij schatbeurder van het kerspel Vries.
In 1691 kwam het ambt van schulte van Vries vrij vanwege het overlijden van de zwager van Homan, de schulte Engelbertus
Linthorst. Homan werd door het college van Drost en Gedeputeerden als nr. 1 op de voordracht geplaatst. Ridders en Eigenerfden kozen echter voor nr. 2 op de voordracht, Lambert Wolthers. Een wat wonderlijke gang van zaken aldus Haadsma in een artikel in de Nieuwe Drentse Volksalmanak: "Het mag eenige verwondering wekken, dat Homan(s) niet de opvolger van zijn zwager werd. Gezien de reeds eerder vermelde gewoonte om een schultambt veelal in dezelfde familie te laten, zou dit zeer gewoon zijn geweest, terwijl Homan bovendien als no. 1 op de nominatie voorkwam".
Nadat zijn zoon door de plaatselijke predikant Didericus Stegnerus beledigd was met de woorden dat zijn familie altijd een verzameling schelmen en dieven waren geweest ging Homan verhaal halen bij de predikant. Er ontstond een handgemeen waarbij Homan  met een mes gestoken werd door de dominee. Vervolgens klaagde Homan in 1702 – met steun van een groot aantal familieleden –  ds. Stegnerus aan bij de Etstoel. De dominee werd daarop veroordeeld om een boete te betalen.
Homan trouwde op 29 mei 1671 in Vries met Gesina Linthorst (circa 1652-1712) dochter van de schulte van Vries Jan Egberts Linthorst en Ellegonda Allershof. Aan hen dankt het Drentse geslacht Linthorst Homan zijn naam. Uit dit huwelijk 6 kinderen, waaronder Johannes Homan (ette Noordenveld), Engelbert Homan (wijnkoper te Amsterdam) en Lucas Homan (landdagcomparant). Homan overleed op 11 maart 1714 in zijn woonplaats Vries. Hij werd op 21 maart 1714 in de kerk aldaar begraven.